# Kongerejsen til Færøerne, Grønland og Island
|  | Denne artikel er oprettet af botten Steenthbot ud fra en ekstern database. Den kan derfor have sproglige fejl eller mangler. Denne skabelon kan fjernes efter kontrol af indholdet. |

Kongerejsen til Færøerne, Grønland og Island er en dansk dokumentarfilm fra 1921.

## Handling
Filmen dokumenterer kong Christian X og dronning Alexandrines rejse gennem kongerigets Atlanterhavsøer i 1921.
I kronologisk rækkefølge:
Afgang fra København ombord på 'Valkyrien'. Møder 'Skagens Rev' fyrskib.
Færøerne: Havnebyen Våg. Bygden Trongisvágur. Kongen forlader skibet iklædt uniform. Kæmpe optog i byen. Nationalfestival i Tórshavn, færinger i traditionelle nationaldragter. Monument til ære for den medicinske professor Niels Finsen fra Færøerne. Byen Klaksvík. Kaproning foran kongen.
Island: Hovedstaden Reykjavik holder parade for kongen. Hverdagsliv i byen. Hospital for spedalske. Tørring af klipfisk. Kong Christian X taler fra Altingets balkon. Tingsletten (Þingvellir) hvor ældgamle love blev vedtaget. Öxarárfoss-vandfaldet. Demonstration af den ældgamle islandske brydesport glíma. Þingvellir forlades på hesteryg. Islandske geysere. Udflugt til Gullfoss. Islænderheste. Laksefiskeri.
Grønland: Med S/S 'Island' mod Grønland. Isbjerge på havet. Første kajakroende grønlænder hilser på kongen. Landgang i Godthaab (Nuuk). Monument til ære for Jørgen Brønlund. Billeder af lokale grønlændere. Kongen til gudstjeneste. Kvindernes Umiaq-både og kajakker. Kongen uddeler piber og håndtryk til kajakroerne. Kongeskibet eskorteres af kajakker fra Godthaab til det åbne hav. Byen Godhavn ved Diskoøen. Arktisk forskningsstation. Inuit-familie med børn og hundehvalpe. Slædehundenes 'sommerferie', hvor de selv kan søge efter mad. Midnatssol. Et svensk skib 'Bele' er strandet, og kongen kommer til undsætning. Møder 'Søkongen', der har Knud Rasmussen og den 5. Thuleekspedition ombord.
Hjemkomst til Danmark: Vandflyvere hilser på kongen. Ankomst i København.
Se også 'Kongeparrets Grønlandsrejse' der indeholder yderligere optagelser fra samme rejse.

## Medvirkende
- Kong Christian X
- Dronning Alexandrine
- Kong Frederik IX
- Prins Knud